# 津谷站
津谷站（日语：／ Tsuya eki */?）是位於山形縣最上郡戶澤村大字津谷151番地，東日本旅客鐵道（JR東日本）的陸羽西線車站。

## 歷史

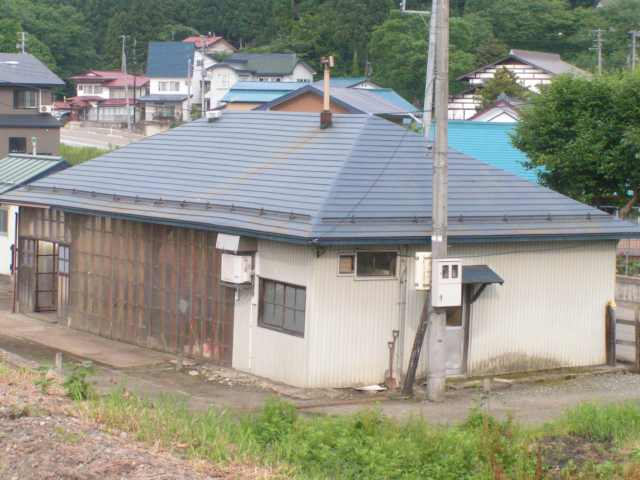
在月台側的舊車站大樓

- 1914年（大正3年）9月6日：車站啟用。
- 1984年（昭和59年）4月1日：成為簡易委託車站（委托者：戶澤農業協同組合）。
- 1987年（昭和62年）4月1日：伴隨國鐵分割民營化，車站由東日本旅客鐵道（JR東日本）營運[1]。
- 2004年（平成12年）3月31日：結束簡易委託，成為無人車站。

## 車站構造

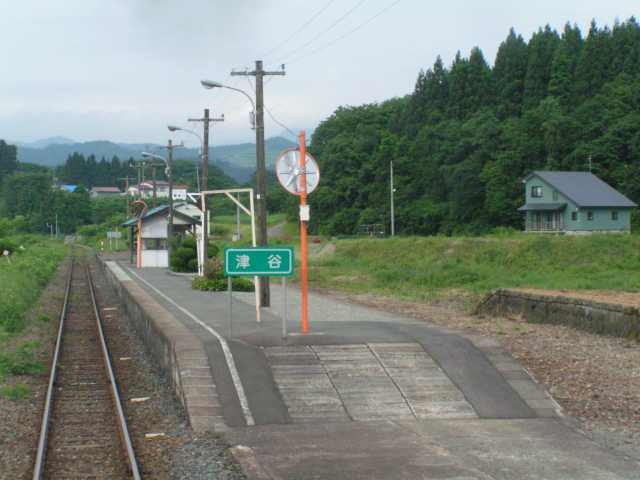
月台（2006年6月）

此站是地面車站。曾經此站設有1面2線的島式月台，當時可以進行列車交會。現時只有1面1線的單式月台。車站北邊設有貨物月台遺蹟。
此站是由新庄站管理的無人車站。

## 使用狀況
在2004年度，1日平均乘車人次為43人。
| 乘車人次變化 | 乘車人次變化 |
| 年度         | 1日平均人次  |
| ------------ | ------------ |
| 2000         | 78           |
| 2001         | 81           |
| 2002         | 64           |
| 2003         | 58           |
| 2004         | 43           |

## 車站周邊
站前設有一些住宅，周邊設有小規模村落。車站附近的地勢起伏較大，但是不是在山邊。車站鄰近鮭川和最上川的匯合點。

## 相鄰車站
東日本旅客鐵道（JR東日本）
■陸羽西線
□快速「最上川」（下行）、■普通
羽前前波－津谷－古口

## 注腳
1. ↑  『交通年鑑 昭和63年版』 交通協力會，1988年3月。
2. ↑  『山形県の鉄道輸送』平成26年度版 - 山形県 （页面存档备份，存于）（日語）

## 外部連結
- 車站資訊（津谷）：東日本旅客鐵道（日語）